# David Adjaye
Sir David Adjaye (Dar es Salaam, 22 settembre 1966) è un architetto ghanese naturalizzato britannico.

## Biografia
È il figlio di un diplomatico ghanese che ha vissuto in Tanzania, Egitto, Yemen e Libano prima di trasferirsi in Gran Bretagna all'età di nove anni, condusse una vita privilegiata e fu educato privatamente. Ha conseguito il BA in London South Bank University, infine ottiene il Master nel 1993 alla Royal College of Art.
Nel 1993, lo stesso anno della laurea, Adjaye vince la Medaglia di bronzo RIBA.
Inizia la sua carriera professionale con l'Architectural Association, in seguito diventa docente presso il Royal College of Art.
Dopo un breve periodo nel quale ha lavorato con gli studi di architettura David Chipperfield (Londra) e Eduardo Souto de Moura (Porto), Adjaye istituisce a il suo studio con William Russell nel 1994, chiamato Adjaye & Russell, con sede a Nord Londra.
Questo studio viene sciolto nel 2000 e Adjaye fonda il proprio studio. 

## Pratica artistica
Adjaye ha un approccio democratico all'architettura, infatti l'artista intende la progettazione come uno strumento sociale di aggregazione e catalizzatore per la nascita di nuove comunità. Il suo uso ingegnoso dei materiali e della luce, insieme all'approccio democratico hanno contribuito a stabilire la sua fama di architetto internazionale.
L'interesse di Adjaye va verso la natura dello spazio contemporaneo, che nel nostro secolo è una sintesi equilibrata tra vari fattori come ad esempio tra il lusso e la funzionalità, tra l'economia e le esigenze emozionali.
Secondo l'architetto è necessario abbandonare la mentalità conservatrice e le preoccupazioni vincolate al volume e alla linea, per approdare alle vere problematiche del XXI secolo, ovvero la relazione dell'essere umano con la natura dello spazio, i formati inediti e le emozioni.

## Esposizioni
Adjaye è rinomato come architetto di fama internazionale, ma ha anche sviluppato un dialogo costante con il mondo dell'arte confrontandosi con artisti e intellettuali dando vita non solo a edifici, ma anche a mostre e progetti di ricerca.
Progetti recenti architettonici:
- la Skolkovo School of Management di Mosca;
- il Nobel Peace Center a Oslo, in Norvegia;
- il Museo di Arte Contemporanea di Denver, Usa;
- le abitazioni post-uragano a New Orleans;
- gli edifici Ideas Store a Londra.

Collaborazioni artistiche recenti:
- gli allestimenti per la sezione video dell'Ottava Biennale Internazionale di Santa Fe The Dissolve (2010),
- l'installazione luminosa Your black horizon di Olafur Eliasson alla 51ª Biennale di Venezia (2005)
- il progetto The Upper Room di Chris Ofili (2010).

## Accuse di violenza sessuale
Nel 2023, Adjaye affrontò accuse di aggressione sessuale e molestie da parte di tre donne che avevano lavorato nel suo studio; negò le accuse e non gli furono mosse accuse. Si scusò per quelli che definì "errori" in cui aveva "offuscato i confini" tra la sua vita professionale e quella personale. Successivamente si dimise dal suo ruolo di consulente architettonico del sindaco di Londra , si ritirò dal coinvolgimento nel memoriale dell'Olocausto in Gran Bretagna, sebbene Adjaye Associates continui a essere l'architetto principale, l'Africa Institute di Sharjah annullò un importante progetto per un nuovo campus, e il suo studio fu escluso da un progetto da 57 milioni di sterline presso l'International Slavery Museum di Liverpool .
A seguito delle accuse e del ritiro dei progetti da parte dei clienti presso lo studio di Adjaye, l'azienda avrebbe avviato un programma di licenziamenti. Ex dipendenti lamentavano inoltre una cultura aziendale "tossica" all'interno dello studio. Adjaye Associates ha commissionato una revisione indipendente del posto di lavoro a un importante ufficio di consulenza per l'impiego a seguito delle denunce e ha dichiarato pubblicamente di aver apportato modifiche significative, tra cui la ristrutturazione della governance dello studio, con l'intenzione dichiarata di diventare un luogo di lavoro eccezionale